# ガラクトリパーゼ
ガラクトリパーゼ(Galactolipase、EC 3.1.1.26)は、以下の化学反応を触媒する酵素である。
1,2-ジアシル-3-β-D-ガラクトシル-sn-グリセロール + 2H2O{\displaystyle \rightleftharpoons }3-β-D-ガラクトシル-sn-グリセロール + カルボン酸
従って、この酵素は、1,2-ジアシル-3-β-D-ガラクトシル-sn-グリセロールと水の2つの基質、3-β-D-ガラクトシル-sn-グリセロールとカルボン酸の2つの生成物を持つ。
この酵素は加水分解酵素に分類され、特にカルボキシルエステル結合に作用する。系統名は1,2-ジアシル-3-β-D-ガラクトシル-sn-グリセロールアシルヒドロラーゼ(1,2-diacyl-3-beta-D-galactosyl-sn-glycerol acylhydrolase)である。ガラクト脂質リパーゼ、ポリガラクトリパーゼ、ガラクト脂質アシルヒドロラーゼ等と呼ばれることもある。グリセロ脂質の代謝に関与している。